# Bartsia crenoloba
Bartsia crenoloba är en snyltrotsväxtart som beskrevs av Hugh Algernon Weddell. Bartsia crenoloba ingår i släktet svarthösläktet, och familjen snyltrotsväxter. Inga underarter finns listade i Catalogue of Life.